# Banjong Phadungpattanodom
Banjong Phadungpattanodom (thailändisch บรรจง ผดุงพัฒโนดม, * 11. Oktober 1993), auch als Nueng bekannt, ist ein thailändischer Fußballspieler.

## Karriere
Banjong Phadungpattanodom spielte von 2016 bis 2018 beim RSU FC (Rangsit University FC). Der Verein aus Pathum Thani, einer Stadt in der Provinz Pathum Thani, spielte in der vierten Liga, der Thai League 4, in der Bangkok Region. 2019 wechselte er zum Drittligisten Bangkok FC. Mit dem Bangkoker Verein spielte er in der dritten Liga, der Thai League 3, in der Upper Region. Nach dem zweiten Spieltag der Saison 2020 wurde die Saison wegen der COVID-19-Pandemie unterbrochen. Nach der Unterbrechung spielte er mit Bangkok in der neugeschaffenen dritten Liga in der Bangkok Metropolitan Region. 2022 und 2023 wurde er mit dem Verein Vizemeister der Region. Die Saison 2023/24 feierte er mit dem Bangkok FC die Meisterschaft der Region sowie den Aufstieg in die zweite Liga. Nach insgesamt 89 Ligaspielen wechselte er Ende Juni 2025 zum Erstligaabsteiger Nakhon Pathom United FC.

## Erfolge
Bangkok FC
- Thai League 3 – Bangkok Metropolitan: 2023/24  ▲